# Seguyia galactica
Seguyia galactica är en tvåvingeart som först beskrevs av Seguy 1938.  Seguyia galactica ingår i släktet Seguyia och familjen fönsterflugor.
Artens utbredningsområde är Kenya. Inga underarter finns listade i Catalogue of Life.